# Saint-Symphorien-sur-Coise
 (septembre 2010).
Si vous disposez d'ouvrages ou d'articles de référence ou si vous connaissez des sites web de qualité traitant du thème abordé ici, merci de compléter l'article en donnant les références utiles à sa vérifiabilité et en les liant à la section « Notes et références ».
Pour les articles homonymes, voir Saint-Symphorien.
Saint-Symphorien-sur-Coise (Saint-Symphorin-sur-Coési en francoprovençal du Pays lyonnais) est une commune française, située à 600 m d’altitude  dans le département du Rhône en région Auvergne-Rhône-Alpes.
Les habitants de ce village sont appelés les Pelauds en souvenir de l'importante activité de tannerie qui existait jadis sur la commune.
Sa position le long d'un axe routier reliant la plaine du Forez et la vallée du Rhône lui a donné depuis le Moyen Âge une vocation de village-centre qui se traduit aujourd'hui par l'importance des activités de service.

## Géographie
Située à une altitude variant de 580 m à 610 mètres, Saint-Symphorien-sur-Coise est une commune de moyenne montagne encadrée par les points culminants des monts du Lyonnais (le crêt Malherbe (943 m), le signal de Saint-André (937 m), le signal de la Courtine (933 m). Le village est établi sur un piton rocheux au confluent de la Coise et de l'Orzon qui s'écoule en direction de l'ouest vers la Loire.
| - OpenStreetMap Limite communale |

### Climat
Pour des articles plus généraux, voir Climat d'Auvergne-Rhône-Alpes et Climat du Rhône.
En 2010, le climat de la commune est de type climat des marges montargnardes, selon une étude du Centre national de la recherche scientifique s'appuyant sur une série de données couvrant la période 1971-2000. En 2020, Météo-France publie une typologie des climats de la France métropolitaine dans laquelle la commune est exposée à un climat de montagne ou de marges de montagne et est dans la région climatique  Nord-est du Massif Central, caractérisée par une pluviométrie annuelle de 800 à 1 200 mm, bien répartie dans l’année. 
Pour la période 1971-2000, la température annuelle moyenne est de 10,1 °C, avec une amplitude thermique annuelle de 16,5 °C. Le cumul annuel moyen de précipitations est de 823 mm, avec 9,4 jours de précipitations en janvier et 7,2 jours en juillet. Pour la période 1991-2020, la température moyenne annuelle observée sur la station météorologique installée sur la commune est de 10,5 °C et le cumul annuel moyen de précipitations est de 861,2 mm,. Pour l'avenir, les paramètres climatiques de la commune estimés pour 2050 selon différents scénarios d'émission de gaz à effet de serre sont consultables sur un site dédié publié par Météo-France en novembre 2022.
| Mois                                  | jan.           | fév.            | mars            | avril         | mai             | juin           | jui.           | août           | sep.            | oct.          | nov.             | déc.             | année     |
| ------------------------------------- | -------------- | --------------- | --------------- | ------------- | --------------- | -------------- | -------------- | -------------- | --------------- | ------------- | ---------------- | ---------------- | --------- |
| Température minimale moyenne (°C)     | −1,1           | −1,1            | 1,1             | 3,3           | 7,3             | 10,8           | 12,5           | 12,2           | 8,9             | 6,3           | 2,5              | −0,2             | 5,2       |
| Température moyenne (°C)              | 2,7            | 3,3             | 6,4             | 9,2           | 13,3            | 17,2           | 19,2           | 19             | 15              | 11,3          | 6,4              | 3,5              | 10,5      |
| Température maximale moyenne (°C)     | 6,6            | 7,6             | 11,7            | 15,1          | 19,3            | 23,5           | 25,8           | 25,7           | 21              | 16,2          | 10,4             | 7,3              | 15,8      |
| Record de froid (°C) date du record   | −21 16.01.1985 | −18,5 05.02.12  | −17,5 01.03.05  | −9 08.04.03   | −2,3 04.05.1967 | 0,4 02.06.1975 | 2,8 18.07.1970 | 0,8 26.08.1966 | −1,5 17.09.1971 | −6,5 26.10.03 | −11,5 28.11.1973 | −20,5 03.12.1973 | −21 1985  |
| Record de chaleur (°C) date du record | 19,2 01.01.22  | 21,1 24.02.1990 | 25,3 22.03.1990 | 27,5 21.04.18 | 33 13.05.15     | 37,5 28.06.19  | 40 07.07.15    | 40,8 24.08.23  | 33,8 14.09.1987 | 31,1 09.10.23 | 23,3 02.11.20    | 20,4 31.12.21    | 40,8 2023 |
| Précipitations (mm)                   | 51,6           | 43,2            | 47,7            | 70,4          | 85,5            | 83,6           | 77,5           | 79,3           | 80,8            | 90,3          | 93,6             | 57,7             | 861,2     |

## Urbanisme

### Typologie
Au 1er janvier 2024, Saint-Symphorien-sur-Coise est catégorisée bourg rural, selon la nouvelle grille communale de densité à sept niveaux définie par l'Insee en 2022.
Elle appartient à l'unité urbaine de Saint-Symphorien-sur-Coise, une unité urbaine monocommunale constituant une ville isolée,. Par ailleurs la commune fait partie de l'aire d'attraction de Lyon, dont elle est une commune de la couronne,. Cette aire, qui regroupe 397 communes, est catégorisée dans les aires de 700 000 habitants ou plus (hors Paris),.

### Occupation des sols
L'occupation des sols de la commune, telle qu'elle ressort de la base de données européenne d’occupation biophysique des sols Corine Land Cover (CLC), est marquée par l'importance des territoires artificialisés (50,4 % en 2018), en augmentation par rapport à 1990 (40 %). La répartition détaillée en 2018 est la suivante : 
prairies (44 %), zones urbanisées (38,7 %), zones industrielles ou commerciales et réseaux de communication (11,6 %), zones agricoles hétérogènes (5,6 %), espaces verts artificialisés, non agricoles (0,1 %). L'évolution de l’occupation des sols de la commune et de ses infrastructures peut être observée sur les différentes représentations cartographiques du territoire : la carte de Cassini (XVIIIe siècle), la carte d'état-major (1820-1866) et les cartes ou photos aériennes de l'IGN pour la période actuelle (1950 à aujourd'hui).

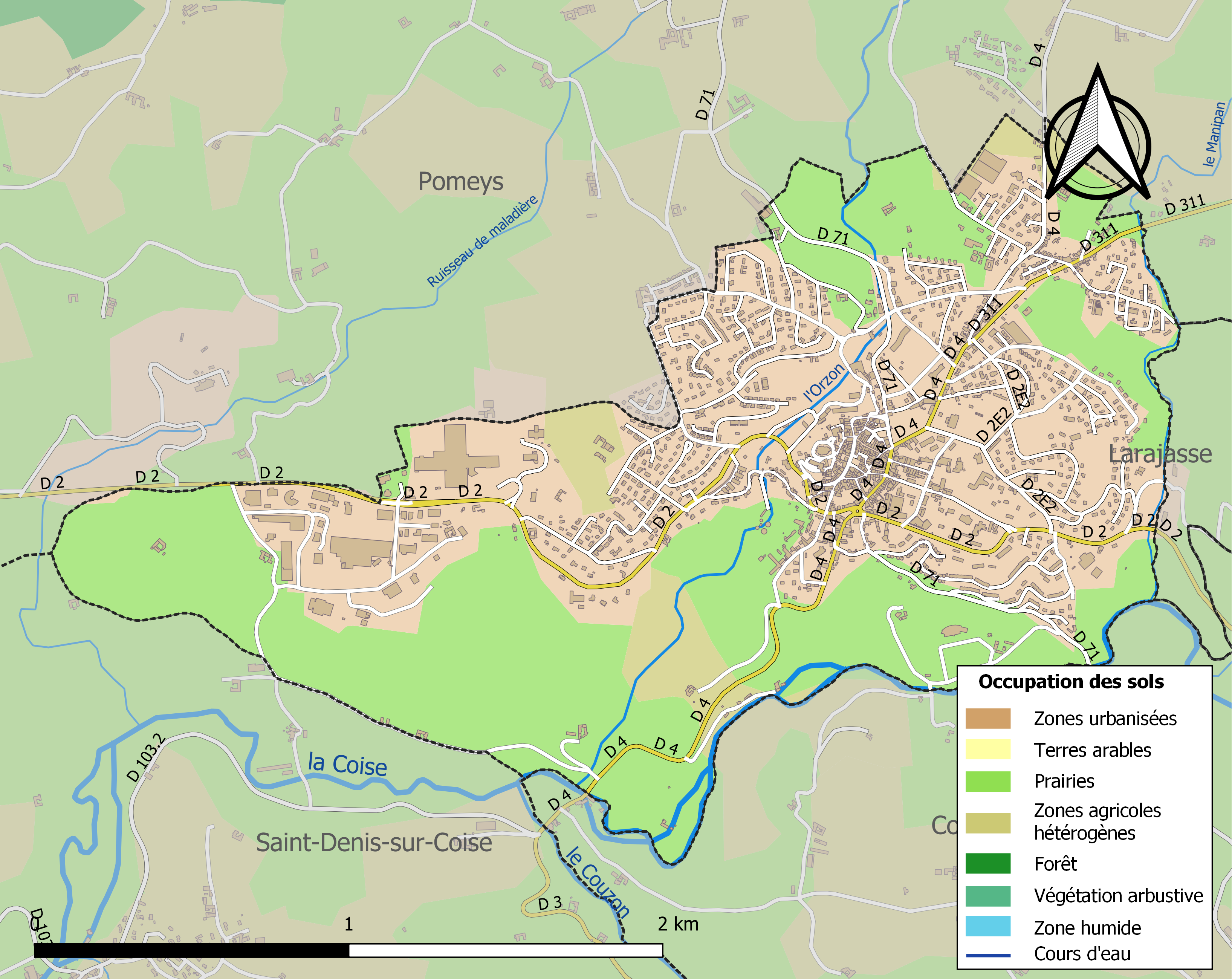
Carte des infrastructures et de l'occupation des sols de la commune en 2018 (CLC).

## Toponymie
La commune, instituée par la Révolution française sous la dénomination de Saint Symphorien sur Coise  est  renommée  Chausse-Armée  le 29 frimaire de l'an II, puis Saint-Symphorien-sur-Coise (ci-devant le Châtel) en 1801, avant de reprendre son nom traditionnel.
La dénomination révolutionnaire de Chausse-Armée rappelle que, de tous temps, ce bourg de tanneurs et de cordonniers a fourni une quantité considérable de souliers aux armées.

## Histoire
(janvier 2013).
Si vous disposez d'ouvrages ou d'articles de référence ou si vous connaissez des sites web de qualité traitant du thème abordé ici, merci de compléter l'article en donnant les références utiles à sa vérifiabilité et en les liant à la section « Notes et références ».
Antiquité
Saint-Symphorien était le carrefour de l’Iter viennensis, (le grand chemin de Vienne à Roanne) et de la première « voie d’Aquitaine » partant de Fourvière pour rejoindre l’Auvergne en direction de Bordeaux.
À la fin de la période gallo-romaine les Ségusiaves vont se retrancher dans les monts du Beaujolais et du Lyonnais jusqu’alors pratiquement inhabités.
Lorsque les invasions barbares vont déferler sur toute la Gaule, les Ségusiaves se regrouperont au pied des Monts du Forez, des Bois Noirs et des Monts de la Madeleine.
Les pièces de monnaie gauloises représentant un taureau cornupète sont souvent attribuées aux Ségusiaves. Une pièce de monnaie, datant du premier siècle avant Jésus-Christ et portant une inscription SEQVANOIOTVOS, a été trouvée à l'oppidum du Crêt Chatelard près de Roanne.
Forum Segusiavorum était le nom donné à la cité de Feurs, une place stratégiquement bien située entre la vallée de la Loire et la vallée du Rhône, où des marchands de tous horizons venaient échanger leurs produits.
Moyen Âge
Au XIe siècle le château de Saint-Symphorien construit par les comtes de Forez s'élevait à l'emplacement de l'église actuelle sur la limite entre le Forez et le comté de Lyon. Avec le traité de 1173 qui mit fin aux conflits féodaux entre ces deux territoires, Saint-Symphorien le Château fut rattaché définitivement à l'archevêché de Lyon (aux chanoines-comtes de Lyon).
L'archevêché de Lyon confiait à ses vassaux l'exploitation des  fiefs, essentiellement des nobles, qui pouvaient entre eux se transmettre, vendre ou échanger leurs biens. Eudes de Tournon, seigneur de Beauchâtel et de Serrières, vendit le 1er juin 1405 la moitié du fief (on peut penser que l'autre moitié appartenait à l'Église de Lyon) pour la somme imposante de 3 000 écus d'or à Hugues Jossard, étonnamment fils d'un gros commerçant de L'Arbresle. Celui-ci avait été, très jeune, anobli pour services rendus à la couronne par Charles VI, et exerçait à Lyon les fonctions de lieutenant du bailli et de juge des ressorts. Il avait fait une fortune considérable en moins de 25 ans, notamment dans l'exploitation de mines de plomb. Bourgeois de Lyon où il possédait de nombreux biens, il avait acheté Saint-Symphorien pour son sous-sol et était par ailleurs détenteur des châtellenies de Chessy-les-Mines et de Châtillon d'Azergues. Il avait marié ses enfants aux plus grandes familles de la région. Il portait par ailleurs le titre de conseiller du Roi et mourut immensément riche vers 1408, après avoir transmis la seigneurie de Saint-Symphorien à son fils Jean Jossard. Après que les mines furent vendues à Jacques Cœur puis rachetées après sa destitution, Jean Jossard conservera le fief jusqu'à son décès vers 1465. Il le transmettait à son tour à ses filles, Jeanne Jossard, épouse de Guillaume de Laye, baron de Saint-Lager (en Beaujolais) qui revendit sa part à l'Église de Lyon en 1478, et Françoise Jossard, épouse de Yves Terrail, cousin de Bayard.
Époque moderne
En 1628, le prêtre de Saint-Symphorien-sur-Coise rapporte qu'une contagion fait rage dans la paroisse. Les habitants fuient pour baptiser leurs enfants dans les communes alentour. Il écrit: "À la louange de Dieu, fait notre que la maladie contagieuse s'attacha en ceste ville sur la fin du mois d'aoust et croit ont qu'une fille nommée Catherine Mercieu, niepce de Mathieu Mercieu habitant de ceste ville apporta la dite maladie contagieuse de Lyon où elle estoit malade. Le dit Mercieu son oncle layant conduit du dit Lyon en ceste Ville le vingtiesme aoust auquel mesme jour elle deceda et feut inhumée solennellement bien que soupçonnée de contagion. Après l'enterrement, la maison ou elle deceda feut fermée et y deceda quinze jours après Jeanne Parens femme du dit Mercieu, peu de jours après le dit Mercieu, aultre Mercieu nepveu du dit Mathieu et frère de la dite Catherine et la Percollette ats brossarde qui les servoit la dedan." (voir ici)
L'épidémie de peste continua jusqu'en 1629.
Une activité de tannerie et de travail du cuir a existé jusqu'à une période récente. La fabrication de chaussures pour l'armée de l'an II explique ainsi le nom de Chausse-Armée. La tannerie Ronzon, outre son activité principale, à longtemps fabriqué des selles et harnachements de chevaux.
Époque contemporaine
Le bourg a été desservi de 1914 à 1933 par la ligne des chemins de fer départementaux de Rhône et Loire pour Messimy, et par les Tramways électriques de Viricelles-Chazelles à Saint Symphorien sur Coise et extensions  de 1899 à 1933, deux lignes de chemins de fer secondaires à voie métrique

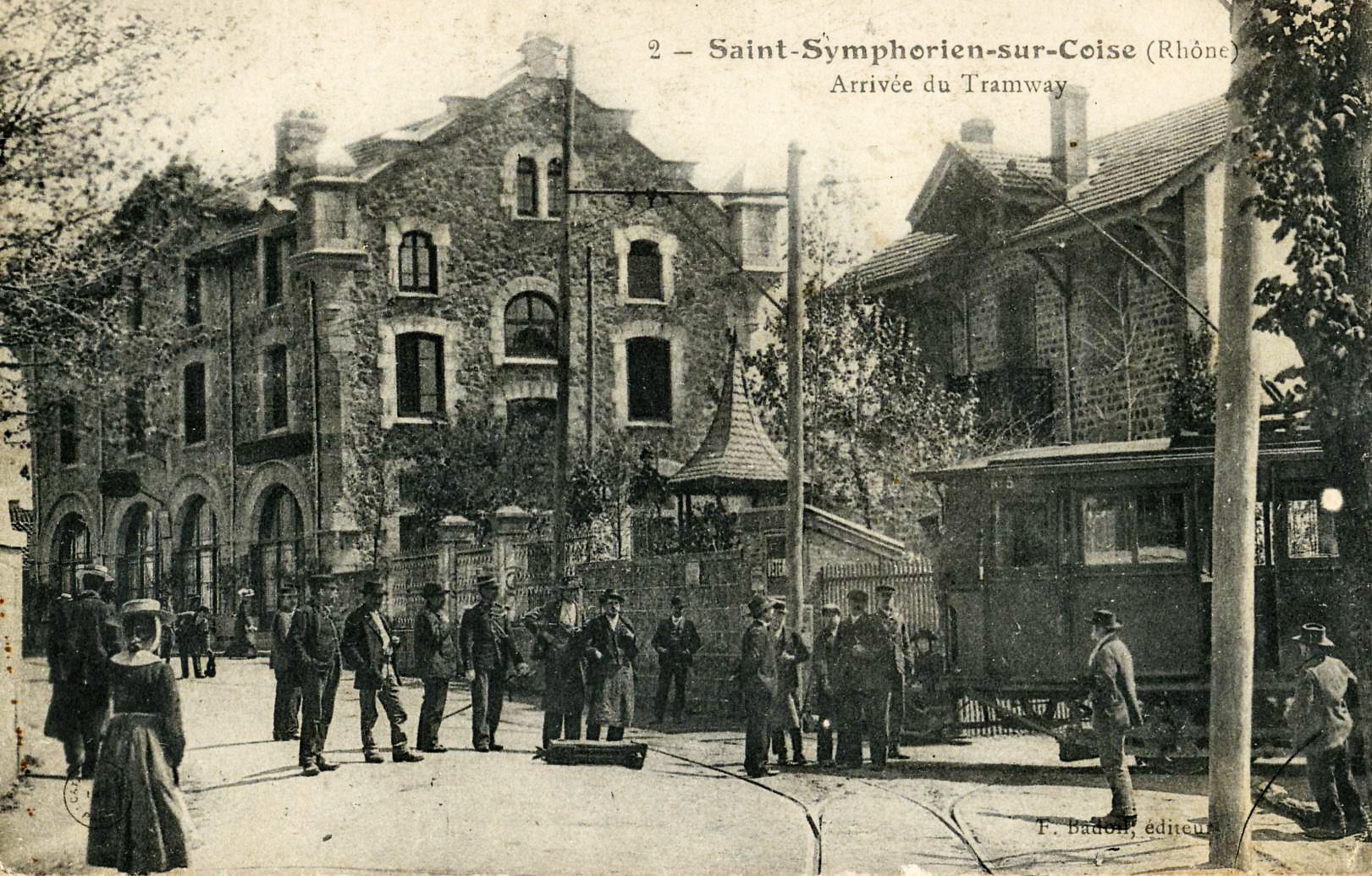
Le tramways électriques de Viricelles-Chazelles à Saint Symphorien sur Coise
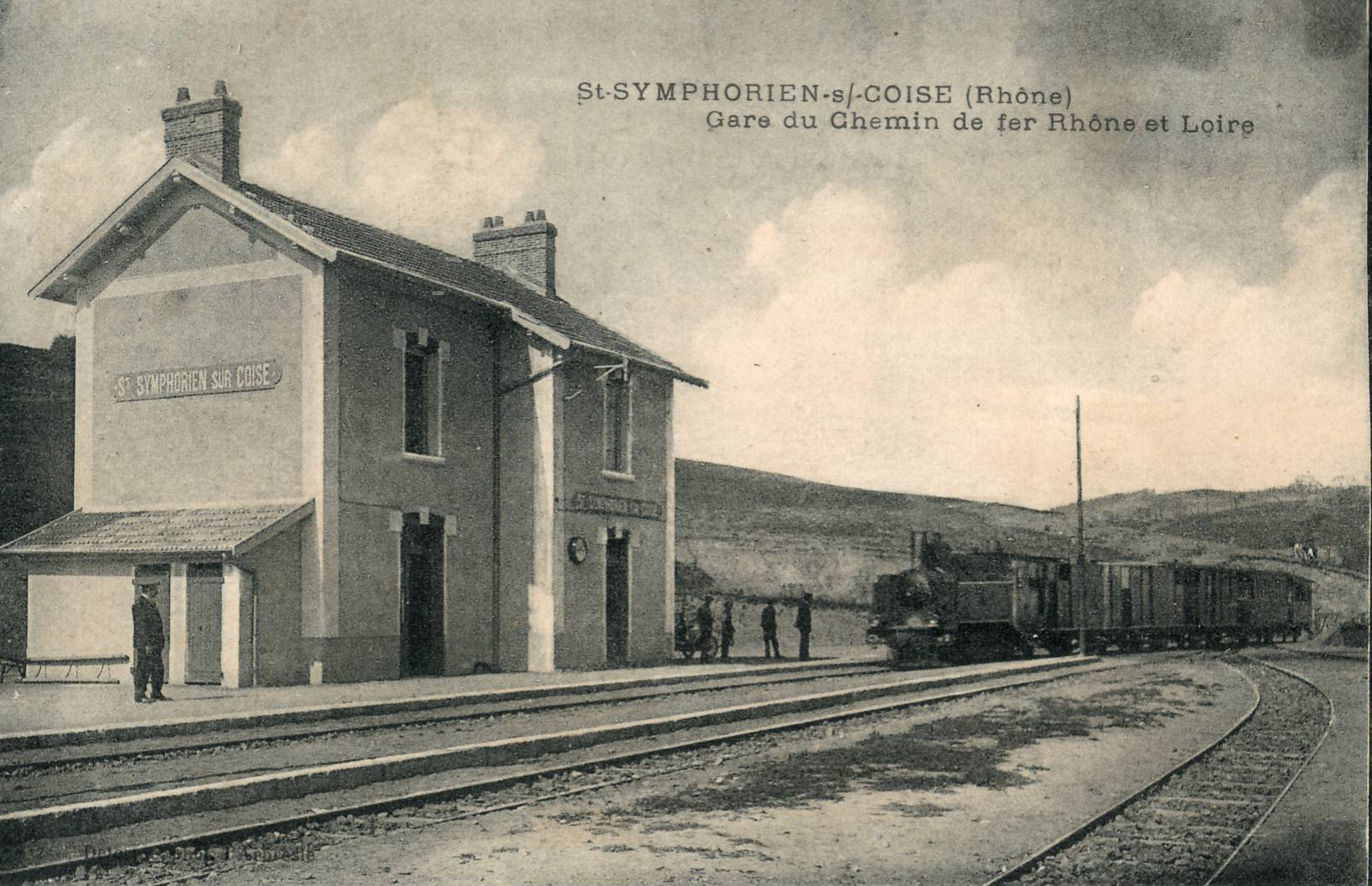
La gare des Chemins de fer départementaux de Rhône et Loire.

## Politique et administration

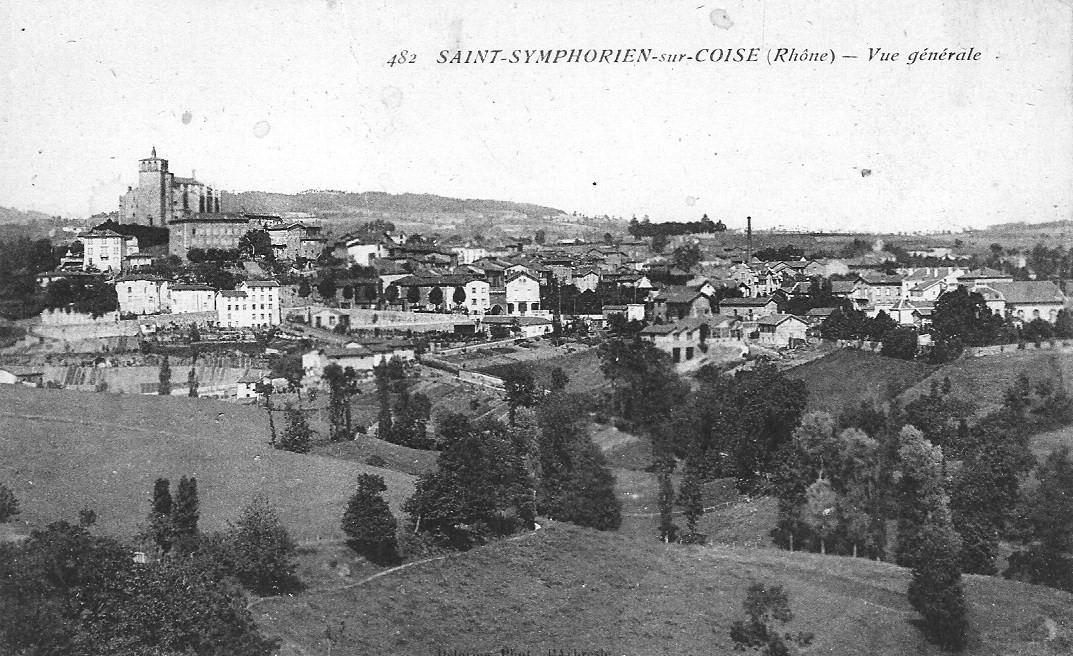
Vue générale.

### Rattachements administratifs et électoraux
La commune se trouve dans l'arrondissement de Lyon du département du Rhône. Pour l'élection des députés, elle fait partie depuis 1988 de la dixième circonscription du Rhône.
Elle était depuis 1793 le chef-lieu du canton de Saint-Symphorien-sur-Coise. Dans le cadre du redécoupage cantonal de 2014 en France, la commune est désormais rattachée au canton de Vaugneray.

### Intercommunalité
La commune était le siège de la communauté de communes des Hauts du Lyonnais, créée en 1998.
Dans le cadre des dispositions de la loi portant nouvelle organisation territoriale de la République (Loi NOTRe) du 7 août 2015, qui prévoit que les établissements publics de coopération intercommunale (EPCI) à fiscalité propre doivent avoir un minimum de 15 000 habitants, celle-ci fusionne avec sa voisine pour former, le 1er janvier 2017, la communauté de communes des Monts du Lyonnais, dont est désormais membre Saint-Symphorien-sur-Coise.
En 2018, Saint-Symphorien-sur-Coise est également le siège du syndicat intercommunal des eaux des Monts du Lyonnais et de la Basse vallée du Gier.

### Liste des maires
| Période                                  | Période                      | Identité                     | Étiquette   | Qualité |
| ---------------------------------------- | ---------------------------- | ---------------------------- | ----------- | --- |
| Les données manquantes sont à compléter. |                              |                              |             | |
|                                          |                              | Jean-Baptiste Antoine Merlat |             | Notaire Conseiller général de Saint-Symphorien-sur-Coise (1833 → 1866) |
|                                          |                              | Lucien Beaujolin             | Républicain | Docteur en médecine Conseiller général de Saint-Symphorien-sur-Coise (1895 → 1913) |
|                                          |                              | Pierre Anier (père)          | URD         | Vétérinaire Conseiller général de Saint-Symphorien-sur-Coise (1913 → 1931) |
|                                          |                              | Pierre Anier (fils)          | URD         | Vétérinaire Conseiller général de Saint-Symphorien-sur-Coise (1931 → 1940) |
| Les données manquantes sont à compléter. |                              |                              |             | |
| mai 1953                                 | mars 1971                    | André Loste                  |             | |
| mars 1971                                | mars 1989                    | Pierre Grange                |             | |
| mars 1989                                | mars 2001                    | Louis Vericel                | App. UDF    | Conseiller général de Saint-Symphorien-sur-Coise (1982→ 2001) |
| mars 2001                                | 2014                         | Roger Peillon                | SE          | |
| 2014                                     | juillet 2017                 | Thomas Gassilloud            | LREM        | Chef d'entreprise Député du Rhône (10e circ.) (2017 → ) Vice-président de la communauté de communes des Monts du Lyonnais (2017 → 2017) Président du syndicat des eaux (2017 → 2017) Démissionnaire à la suite de son élection comme député |
| juillet 2017                             | En cours (au 4 octobre 2018) | Jérôme Banino                | DVD         | Cadre dans l'industrie cosmétique |

### Distinctions et labels
En 2014, la commune est distinguée du label « ville fleurie » avec « deux fleurs » attribuées par le Conseil national des villes et villages fleuris de France au concours des villes et villages fleuris.

## Population et société

### Démographie
L'évolution du nombre d'habitants est connue à travers les recensements de la population effectués dans la commune depuis 1793. Pour les communes de moins de 10 000 habitants, une enquête de recensement portant sur toute la population est réalisée tous les cinq ans, les populations de référence des années intermédiaires étant quant à elles estimées par interpolation ou extrapolation. Pour la commune, le premier recensement exhaustif entrant dans le cadre du nouveau dispositif a été réalisé en 2007.

En 2022, la commune comptait 3 749 habitants, en évolution de +2,6 % par rapport à 2016 (Rhône : +3,93 %, France hors Mayotte : +2,11 %).
| 1793  | 1800  | 1806  | 1821  | 1831  | 1836  | 1841  | 1846  | 1851  |
| ----- | ----- | ----- | ----- | ----- | ----- | ----- | ----- | ----- |
| 1 780 | 1 574 | 1 752 | 1 853 | 1 790 | 1 936 | 1 675 | 1 704 | 1 849 |

| 1856  | 1861  | 1866  | 1872  | 1876  | 1881  | 1886  | 1891  | 1896  |
| ----- | ----- | ----- | ----- | ----- | ----- | ----- | ----- | ----- |
| 1 920 | 1 920 | 2 001 | 1 882 | 1 936 | 2 065 | 2 125 | 2 307 | 2 459 |

| 1901  | 1906  | 1911  | 1921  | 1926  | 1931  | 1936  | 1946  | 1954  |
| ----- | ----- | ----- | ----- | ----- | ----- | ----- | ----- | ----- |
| 2 592 | 2 729 | 2 853 | 2 277 | 2 300 | 2 388 | 2 411 | 2 369 | 2 740 |

| 1962  | 1968  | 1975  | 1982  | 1990  | 1999  | 2006  | 2007  | 2012  |
| ----- | ----- | ----- | ----- | ----- | ----- | ----- | ----- | ----- |
| 2 960 | 3 063 | 3 311 | 3 225 | 3 211 | 3 069 | 3 382 | 3 428 | 3 522 |

| 2017  | 2022  | - | - | - | - | - | - | - |
| ----- | ----- | - | - | - | - | - | - | - |
| 3 682 | 3 749 | - | - | - | - | - | - | - |

### Enseignement
L’existence d’établissements d’enseignement à Saint-Symphorien est ancienne. Le fonctionnement d’un collège dédié à l’instruction de la jeunesse est attesté dès le XVe siècle. Avec une organisation qui varie au fil du temps, il permet à des ecclésiastiques d’enseigner à lire, écrire et compter aux garçons ainsi qu’à leur apprendre le catéchisme et quelques autres savoirs basiques. Le collège rassemble généralement moins d’une centaine d’écoliers et doit composer avec la concurrence d’autres structures de plus petite taille, créées à l’initiative privée, pour dispenser un enseignement plus professionnel aux garçons ou prendre en charge celui des filles.
Les filles sont plus particulièrement formées par les Ursulines à partir du XVIIe siècle, qui font du couvent des religieuses une grande école, en comparaison avec les petites écoles que des particuliers ouvrent pour un public plus ciblé.
La Révolution chamboule ce système, en retirant aux religieux le pouvoir d’enseigner et en peinant à leur substituer une succession laïque. L’Empire et la Restauration rendent leur retour possible et l’enseignement d’un instituteur pour les garçons coexiste avec celui des Ursulines pour les filles. La nécessité de se conformer à la législation, qui impose la création d’une école communale, amène en 1823 la municipalité à faire appel aux frères maristes, qui pourvoient à la formation des garçons tandis que deux décennies plus tard les sœurs de Saint-Charles remplacent les Ursulines pour celle des filles.
L’instruction laïque obligatoire et gratuite voulue par la IIIe République se traduit par l’ouverture d’une école publique de filles et d’une école publique de garçons, laquelle se révèle peu attractive au regard de l’école de frères maristes qui capte la quasi-totalité du public masculin dans un nouveau bâtiment érigé le long de l’actuelle rue Chanoine Pavailler.
Après la Seconde Guerre mondiale, le regroupement des deux écoles publiques qui formera plus tard le groupe scolaire public Hubert Reeves, et l’introduction de la mixité dans le groupe scolaire Champagnat en fort développement, font porter l’attention sur la suite à donner à l’enseignement primaire.
L’initiative de l’ouverture d’un enseignement secondaire revient aux établissements privés, avec en 1954 une classe de sixième pour les filles de l’école Saint-Charles et deux ans plus tard une autre pour les garçons de l’école mariste, classes qui fusionneront dans un groupe scolaire unique en 1967. La construction en 1965 d’un nouveau bâtiment au bout de la rue Chanoine Pavailler pour les classes de quatrième et de troisième offre la possibilité aux élèves de Saint-Symphorien d’aller jusqu’au brevet d’études du premier cycle (BEPC) du second degré. L’acquisition en 1970 du clos Gonon pour y installer les classes de seconde, première et terminale prolonge cette possibilité jusqu’au baccalauréat. L’extension se poursuit vers l’enseignement supérieur avec l’ouverture en 2021 d’un brevet de technicien supérieur (BTS).
L’offre de formation à Saint-Symphorien passe aussi par le lycée Jean Monnet, parti d’un cours ménager après-guerre évoluant en un centre d’études féminines rurales qui s’implante à la sortie de la ville en direction du Nézel, transformé en un lycée professionnel Jean Monnet en 1991. La maison familiale rurale Val-de-Coise, installée au clos Beaujolin, dispense également des formations professionnelles.

### Festivités
Depuis 2015 a lieu en juillet le festival pluridisciplinaire À la croisée des chap’.

## Économie
La vie économique est marquée par une agriculture dominée par l'élevage laitier et la diversité des industries de transformation.
En 2009, on dénombrait 2 195 emplois sur la commune, ce qui est non négligeable pour une commune de près de 3 500 habitants.

### Commerce
Le marché « producteurs et forains » se déroule chaque mercredi depuis le quinzième siècle[réf. nécessaire] et existe toujours de nos jours.
Il existe également un autre marché de producteurs, se limitant à la place du Mézel, les samedis matin. 
Place de la Bouterie se tenait le marché aux porcelets qui attirait les producteurs de toute la région. À la suite des plaintes des riverains importunés le marché fut déplacé puis abandonné.
La commune dispose d'une soixantaine de commerces de proximité et de dix toilettes publiques.

### Artisanat et industries
- À la fin du Moyen Âge, la ville de Saint Symphorien le Château était  réputée pour la fabrication du drap noir puis pour le travail des cuirs et peaux[réf. nécessaire].
- L'industrie de la salaison dont le site de production le plus important aujourd'hui est l'entreprise Cochonou, suivie de l'entreprise familiale Chillet créée en 1912.

La légende veut qu'un boucher du nom de Martel ait oublié des saucisses au fond d'un placard, et après les avoir goûtées, il aurait reproduit le procédé pour fabriquer et commercialiser sa découverte sous le nom de saucisson[réf. nécessaire].
Ceci est une légende locale qui a donné naissance à une chanson.
Au XIXe siècle, deux activités se sont ajoutées : 
- la production du chapeau de paille qui a employé jusqu'à 700 personnes ;
- la fabrication des meubles représentée par l'entreprise Grange. Cette entreprise créée en 1904 produisait des meubles de haut de gamme et copie d'ancien. Elle employait 106 personnes en France et 70 à l'étranger. Elle a été placée en liquidation judiciaire, faute de repreneur, en novembre 2018[37].

### Tourisme
La commune est un des 100 plus beaux détours de France et dispose d'un circuit patrimoine. Elle est traversée du nord au sud par le chemin de Saint-Jacques-de-Compostelle.

## Culture locale et patrimoine

### Lieux et monuments
Saint Symphorien sur Coise est l'une des 100 villes référencées parmi les Plus Beaux Détours de France.

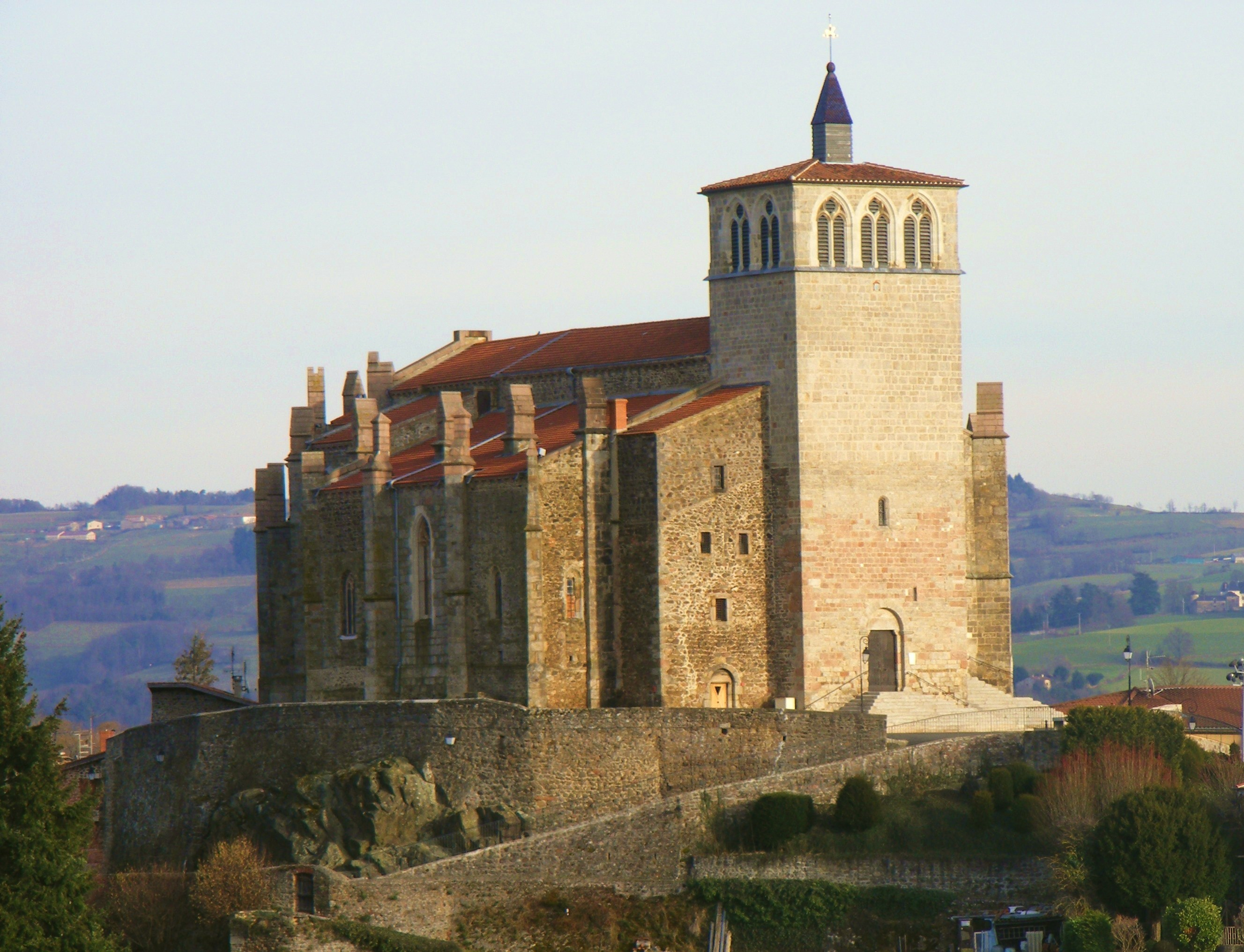
L'église collégiale.

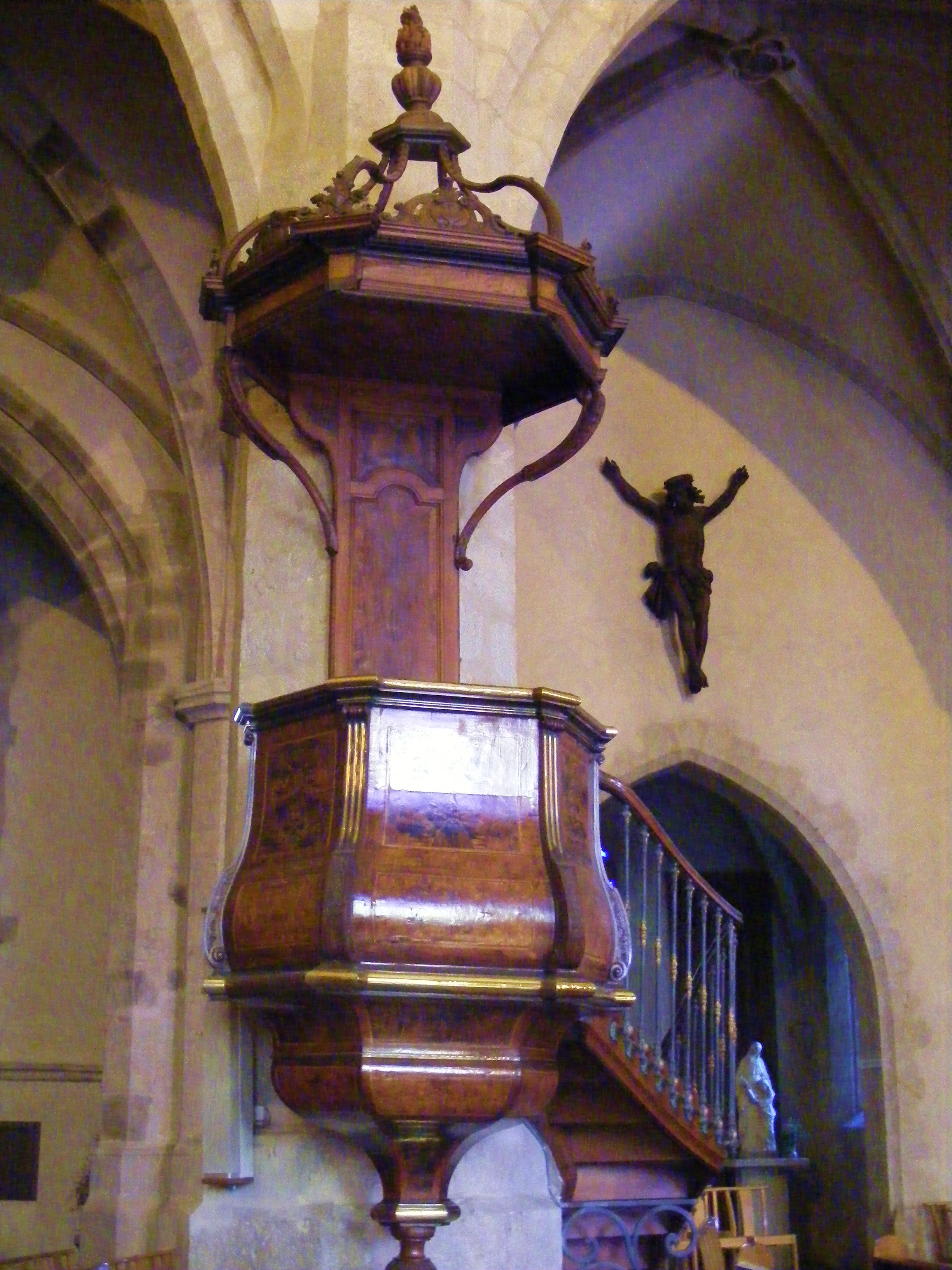
La chaire du XVIIIe siècle de l'église collégiale.

- L'église collégiale du XVe siècle, classée monument historique en 1920, est construite sur un piton rocheux, à l'emplacement du château fort édifié au XIe siècle par les comtes de Forez. Les comtes de Lyon, devenus maîtres du territoire, après avoir démantelé la forteresse, la transformèrent en église romane, destinée à remplacer l'ancienne chapelle Saint-André-des-Arcs dont on ignore l'emplacement.

Le nouvel édifice a été consacré au martyr Symphorien d'Autun. À partir de 1407, le cardinal Girard, natif de Saint-Symphorien-sur-Coise, consacra une grande partie de sa fortune pour  la transformer en un édifice gothique selon le goût de l'époque,.
Compte tenu de la configuration du site, elle n'a pas  de transept et son allure de forteresse rappelle la fonction défensive du site.
Aux XVe et XVIe siècles des familles de notables locaux ont financé la construction des chapelles latérales.

Vitraux de l'église consacrés à la légende de Saint Symphorien
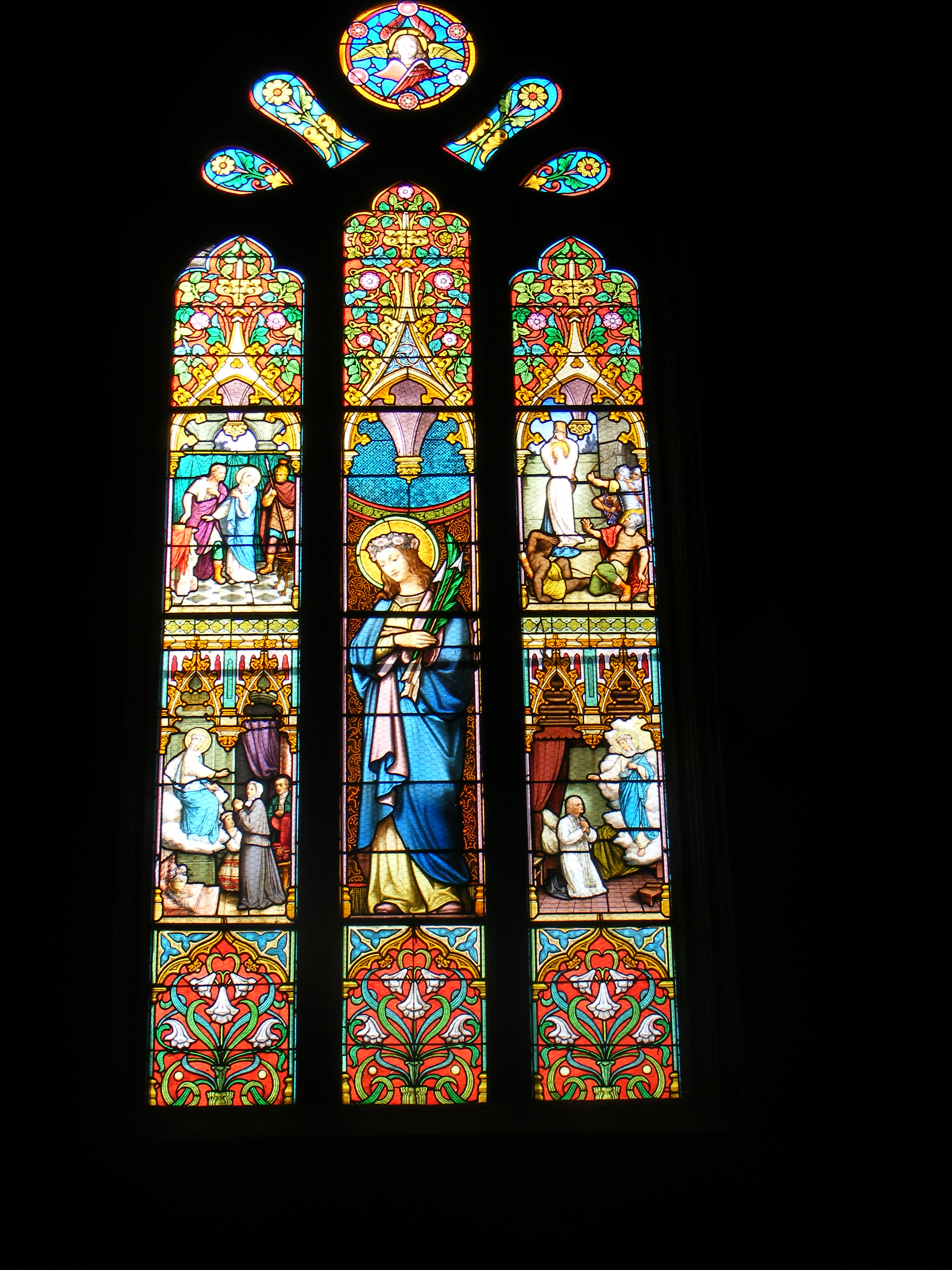
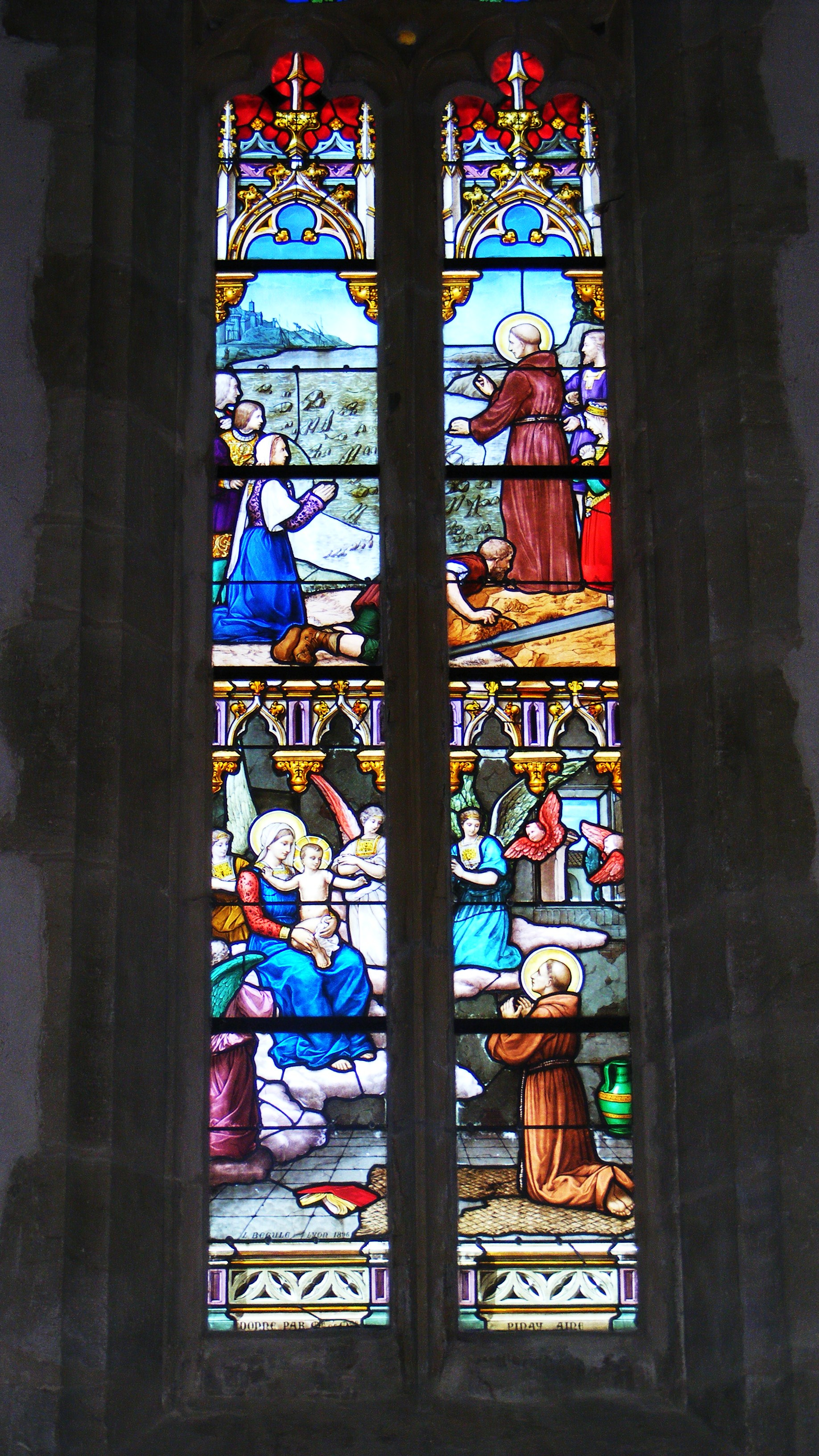
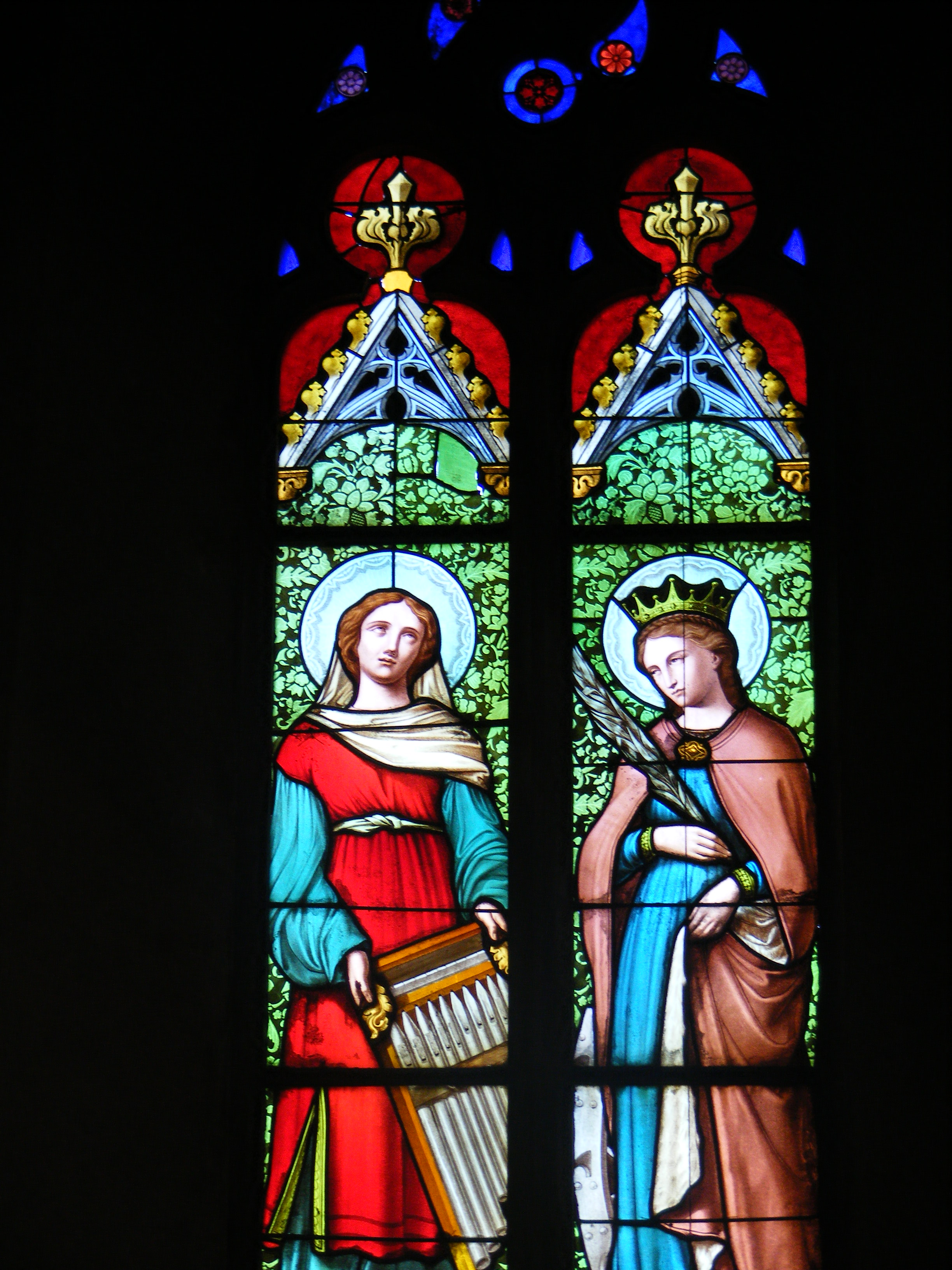

- La croix des Pénitents
- La ville est enceinte de trois lignes de  remparts médiévaux encerclant la cité
- La tour du rempart (début du XIIIe siècle), vestige de la deuxième ligne de fortification ; les remparts et les demi-tours réparties tout le long permettaient d'assurer la défense de la cité[41].

- La porte de Riverie du XIVe siècle. Située sur la troisième ligne de remparts, c'est l'une des trois portes qui permettaient l'accès à la ville[42].
- Maisons du XIVe siècle : près de l'église elles sont construites contre le premier rempart de la ville. Leur forme allongée et étroite avec une cour intérieure et un puits est caractéristique de cette époque.
- La place de la Bouterie : située à l'extérieur de l'ancienne cité, ce fut l'emplacement du premier  marché aux porcs du mercredi. Elle a conservé deux maisons avec un étage en encorbellement[43].

- L'hôtel-Dieu actuel, situé sur la route de Lyon à Feurs, a été construit en 1696. Il regroupe  l'ancien mezel (place du Mezel) destiné aux malades contagieux et la grange des pauvres où l'on recevait les pèlerins en route vers Le Puy-en-Velay
- La Maison des  métiers est le conservatoire des savoir-faire des monts du Lyonnais. Les anciens artisans du cuir, du bois, du chapeau de paille, des salaisons reproduisent devant le public les gestes d'autrefois.

### Personnalités liées à la commune

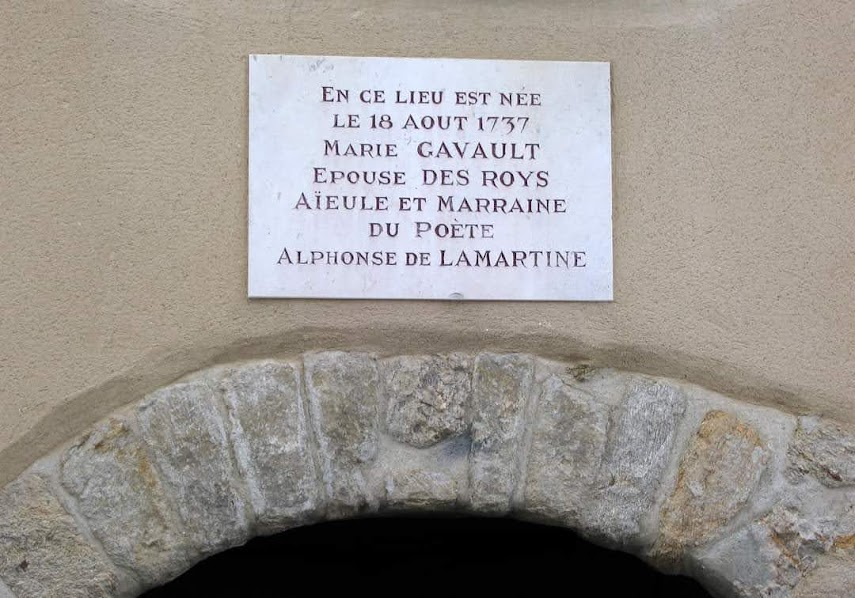

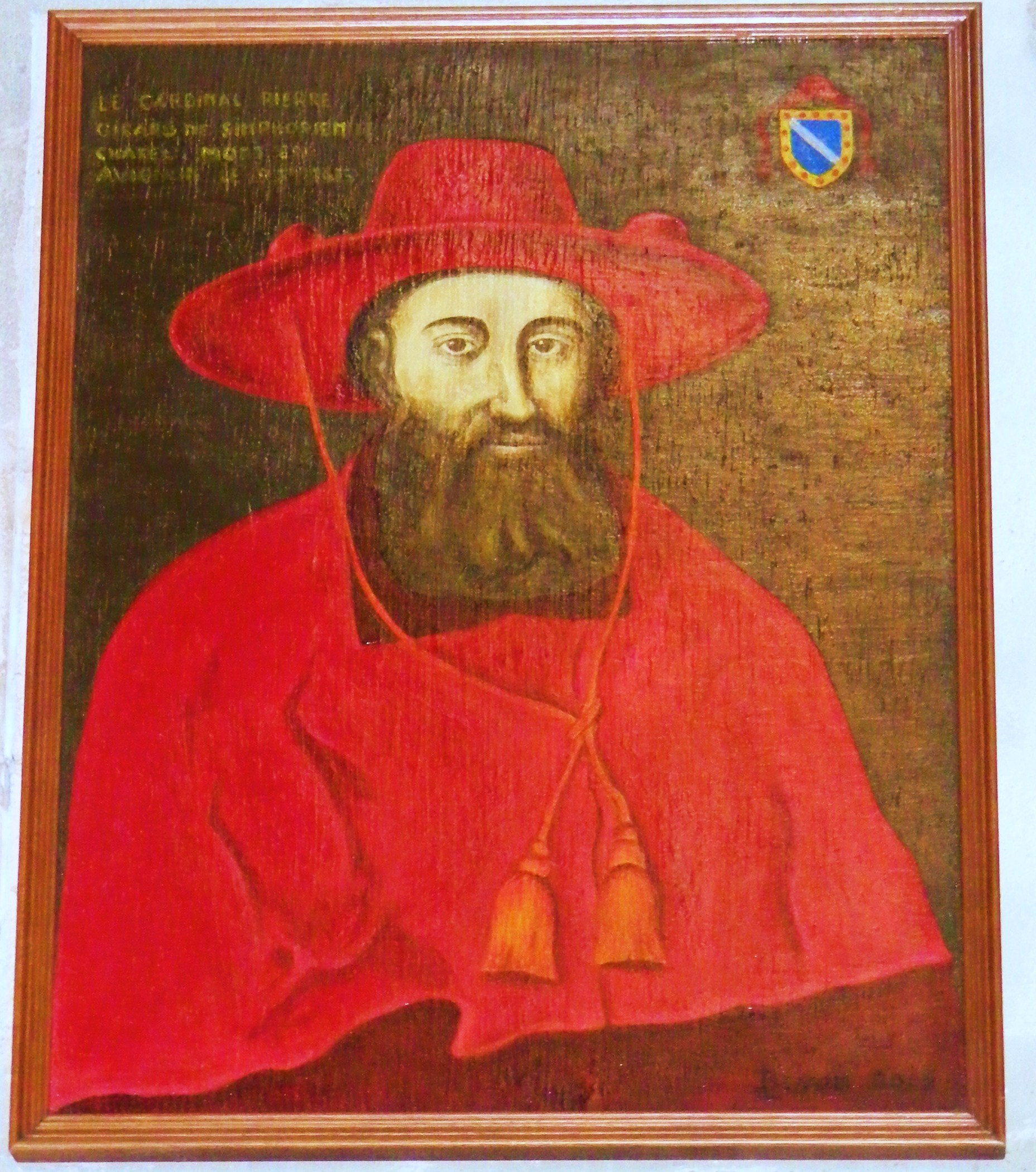
Le « cardinal » Girard.

- Pierre Girard (mort en 1415), ecclésiastique et « cardinal », y est né.
- Symphorien Champier (1471-1538), médecin à Lyon et auteur de plusieurs traités de médecine, combattant à la bataille de Marignan, fils de Claude Champier, habitant de Saint-Symphorien-sur-Coise.
- Camille-Charles Le Clerc de Fresne (1741-1797), y est mort.
- Pierre Geay (1845-1919), évêque, y est né.
- Antoine-Marie-Benoit Besson (1876–1969), général d'armée français de la Seconde Guerre mondiale, commandant du groupe d'armées n° 3 lors de la bataille de France en 1940, y est né.
- Antoine Pinay (1891-1994), homme politique et homme d'État, plusieurs fois ministre et président du Conseil, y est né et y a été enterré.
- Benoit Carteron (1908-1996), homme politique, y est né et mort.
- Thomas Gassilloud (né en 1981), homme politique français, y est né.